# Tribunales mundiales de mujeres
Los Tribunales Mundiales de Mujeres son eventos públicos, de carácter simbólico y educativo, en los que participa la sociedad civil, con el fin de hacer visibles las distintas violencias contra las mujeres y denunciar la impunidad de las mismas.
A través de ellos se crea un espacio público donde, a partir de casos concretos, se visibiliza y denuncia ante la opinión pública una problemática sufrida por un grupo de la sociedad y se da a conocer la gravedad de esa situación. Se denuncian las vulneraciones de derechos que se han ejercido, que además suelen ser transgresiones que han quedado sin reconocimiento, investigación, juicio ni reparación. Es decir, se visibilizan tanto la violencia o sufrimiento experimentados como la impunidad y la falta de justicia, denunciando así al Estado por el incumplimiento de sus obligaciones como garante de los derechos de toda la ciudadanía. 
Además, constituyen una forma de participación y construcción política de las mujeres, tradicionalmente excluidas tanto de la toma de decisiones políticas como del ámbito de la justicia. Los tribunales simbólicos son una herramienta de denuncia y presentación de alternativas donde se abren espacios de discusión ciudadana en las que se realiza un juicio público sobre temas de interés, se conciencia a actores poco familiarizados o sensibilizados con las vulneraciones de los derechos en cuestión, contando entre ellas y ellos no sólo a la población en general, sino también a personas en el ámbito de la administración de justicia o con alta influencia política o jurídica. Son, también, espacios de reparación simbólica.

## Visión general
Los Tribunales Mundiales de Mujeres son procesos simbólicos que llevan a cabo investigaciones públicas no oficiales sobre crímenes contra las mujeres, incluida la violación de sus derechos humanos básicos. La función principal de estas audiencias es brindar una oportunidad para que los participantes relaten experiencias que no son ampliamente publicitadas por los medios de comunicación tradicionales y el discurso público. Su objetivo es desafiar el discurso público dominante al señalar las contradicciones entre los principios de los derechos humanos y las experiencias de las mujeres. La función secundaria es que el testimonio sea un recurso para los movimientos sociales y políticos que trabajan por la justicia social y la liberación de la mujer, que buscan hacer que los gobiernos poderosos y otras entidades rindan cuentas de los estándares de derechos humanos y el derecho internacional y "transformar el paradigma dominante de la política".
Los Tribunales Mundiales de Mujeres han sido inspirados y promovidos por Corinne Kumar, líder activista de la organización no gubernamental y grupo de defensa de los derechos humanos con sede en Túnez, El Taller International.  En los países donde esto ocurre, la intención es hacer que sus gobiernos rindan cuentas tanto al derecho internacional como a la ética humana. Si bien estos tribunales carecen de legitimidad oficial, al señalar los fallos de las leyes formales para proteger a las mujeres, pueden ayudar a socavar la aceptación popular de la autoridad gubernamental que se basa en el patriarcado. En este sentido, buscan incrementar la soberanía popular y deslegitimar las instituciones, la burocracia y otros grupos sociales que se consideran inadecuados para castigar a las personas que violan no solo la ética y las normas, si no también las leyes formales, que rigen la sociedad. Desafían la noción tradicional del poder y los poseedores de poder; según Kumar, "salir de la mentalidad patriarcal significaría rechazar la definición unidimensional de poder, buscar redefinir y reubicar el poder, descubrir un concepto alternativo de poder, encontrar nuevos patrones de poder".
Hay muchos prejuicios de género en los tribunales, especialmente contra las mujeres. A las mujeres se les puede negar la igualdad de justicia, el mismo trato y la igualdad de oportunidades (Harbour). Se han aprobado leyes para proteger a las mujeres contra la violencia. Fueron necesarios muchos años para permitirles reconocer a las mujeres como víctimas de acecho o acoso sexual. Finalmente, se aprobaron leyes para proteger a estas víctimas. Muchas mujeres han experimentado y vivido la violencia doméstica que se les infligió y nadie les creyó. Ahora la sociedad finalmente está reconociendo la violencia contra las mujeres más que nunca. A pesar de que las mujeres todavía son menospreciadas en comparación con los hombres en determinadas situaciones o trabajos, el mundo ha evolucionado para comprender mejor que las mujeres son tan capaces como los hombres.

## Tribunales populares
Los tribunales populares afirman que los sistemas judiciales específicos no brindan acceso a personas de bajos ingresos, minorías y otros grupos e individuos que no pertenecen a la élite para enjuiciar o incluso presentar cargos penales. También se investigan las leyes reconocidas por los estados que no tienen en cuenta los valores personales y culturales de los derechos humanos y la dignidad. Estos tribunales también están destinados a ayudar a fortalecer las convenciones o normas internacionales a las que se someten los gobiernos y otras élites.
Los espacios sociales donde se desarrollan los Tribunales Mundiales de Mujeres son comunidades en las que "se suspenden las categorías sociales, los roles se diluyen y se privilegia la interacción". El uso simbólico de los Tribunales Mundiales de Mujeres tiene la intención de proporcionar influencia, poder y posición a las víctimas que no pueden encontrar una resolución en los sistemas e instituciones judiciales oficiales.
El primer Tribunal Internacional de Crímenes de Guerra fue un organismo de investigación inmediatamente posterior a la publicación en 1966 del libro de Bertrand Russell, Crímenes de guerra en Vietnam. El tribunal investigó y evaluó la política exterior y la intervención militar de los Estados Unidos de América en Vietnam y proporcionó un modelo para otros tribunales relacionados con crímenes de guerra, violaciones de derechos humanos y protección medioambiental.
El Tribunal Internacional de los Crímenes contra la Mujer fue un tribunal popular que tuvo lugar del 4 al 8 de marzo de 1976 en Bruselas, Bélgica. El evento se creó con la intención de "hacer pública toda la gama de delitos, tanto violentamente brutales como sutilmente discriminatorios, cometidos contra mujeres de todas las culturas".

## Historia
Lo que sigue es una lista parcial de Tribunales Mundiales anteriores.
En 1992 se celebró en Lahore, Pakistán, el primer Tribunal Mundial de Mujeres, denominado "Tribunal de Asia sobre la violencia contra la mujer". Los Tribunales de Mujeres organizados por el Consejo de Derechos Humanos de las Mujeres Asiáticas (AWHRC) en la región de Asia Pacífico inspiraron tribunales en otras regiones, particularmente en el mundo árabe, África y América Central. En 1995, las mujeres árabes organizaron el Tribunal de Mujeres Árabes con la asistencia de organizaciones de derechos humanos, incluida la ONG internacional El Taller. Ese año, el tribunal celebró una audiencia pública en Beirut, Líbano, sobre la violencia dirigida contra las mujeres. En 1996 se creó el Mahkamate El Nissa El Arabiya (Tribunal Permanente de Mujeres Árabes). Las diferentes organizaciones miembros debían albergar este tribunal de forma rotatoria.
El Tribunal Internacional de Crímenes de guerra Sobre la Esclavitud Sexual de la Mujer en el Japón se celebró en diciembre de 2000. Era un tribunal popular convocado para recopilar el testimonio de las víctimas y luego, sobre la base de las leyes internacionales vigentes durante la Segunda Guerra Mundial, para juzgar a grupos e individuos por violación o esclavitud sexual, es decir, obligar a las mujeres a prestar servicios sexuales a soldados japoneses.
El Tribunal Mundial de Mujeres contra la Guerra, por la Paz se celebró el 8 de marzo de 2001 en Khayelitsha, Ciudad del Cabo, Sudáfrica, para dar testimonio de la enorme violencia y el genocidio provocados por las guerras en todo el mundo. Participaron 4000 personas de la República de Sudáfrica y del mundo.
El Tribunal Mundial de Mujeres sobre Crímenes de Guerra de Estados Unidos se celebró en Bombay, India, el 18 de enero de 2004, como parte del Foro Social Mundial de 2004.
El 36º Tribunal de Mujeres, "Hijas del fuego: el tribunal indio de mujeres sobre la dote y formas conexas de violencia contra la mujer" se celebró en Bangalore, India, del 26 al 29 de julio de 2009.
El 37.º Tribunal de Mujeres, "Corte de Mujeres del Sudeste Asiático sobre VIH y Trata de Personas" se llevó a cabo el 6 de agosto de 2009 durante el 9º Congreso Internacional sobre SIDA en Asia y el Pacífico (ICAAP) en Nusa Dua, Bali. Veintidós mujeres de seis países del sudeste asiático ((Indonesia, Tailandia, Birmania, las Filipinas, Camboya, y Singapur) hablaron sobre cómo vivir con el VIH / SIDA y sus experiencias con la trata de personas, la explotación y la violencia contra las mujeres.
El "Tribunal Mundial de Mujeres sobre la Pobreza en Estados Unidos: Desaparecidos en Estados Unidos" fue el primer tribunal en Estados Unidos, celebrado en Oakland, California, Estados Unidos, del 10 al 13 de mayo de 2012. Representando la región occidental del país, la atención se centró en ls pobreza en los EE. UU.
En 2013, se celebró otro Tribunal Mundial de Mujeres en Filadelfia, Pensilvania.
La sesión de 2015 tuvo lugar en Bangalore, India, para hacer presente la violencia y la injusticia, destacar las lecciones políticas y la resistencia, y oponerse a "las guerras interminables contra las mujeres".